# Mårten Triewald

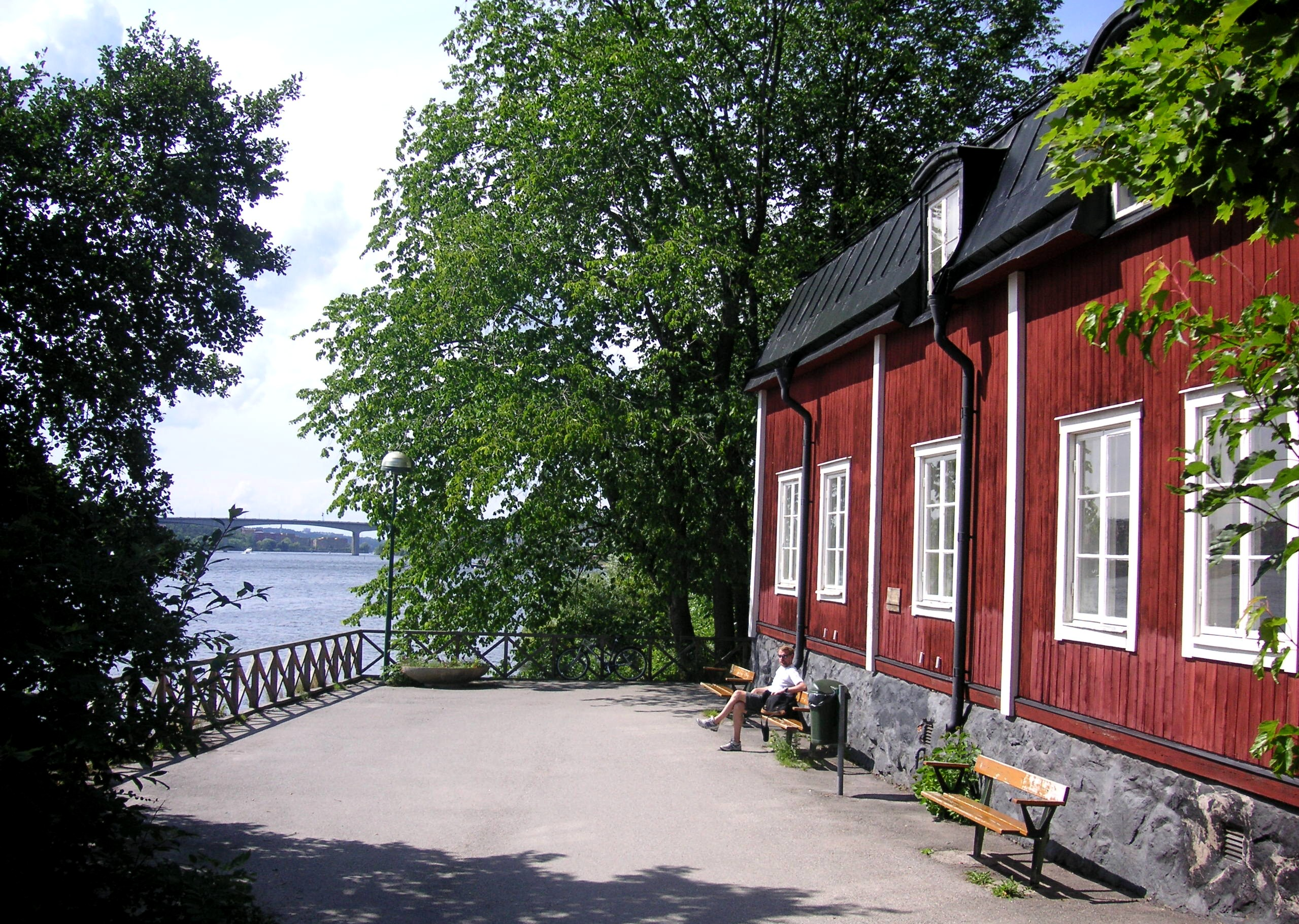
Triewalds malmgård em 2008, a mansão de propriedade de Triewald 1739-1747.

Mårten Triewald FRS (18 de novembro de 1691 - 8 de agosto de 1747), às vezes referido como Mårten Triewald, o Jovem, foi um comerciante, engenheiro e físico amador sueco.

## Vida
Mårten Triewald era filho de Mårten Triewald, o Velho, ferrador e ferreiro de origem alemã.
As atividades mercantis de Triewald o levaram a Londres, onde assistiu a palestras de Filosofia Experimental Newtoniana ministradas por John Theophilus Desaguliers e com quem mais tarde se correspondeu. Em 1716, Triewald foi contratado como inspetor em uma mina de carvão em Newcastle, onde estudou mecânica e as máquinas a vapor usadas lá, e fez melhorias nelas. Ele retornou à Suécia em 1726 e na mina Dannemora e construiu uma máquina a vapor sob a designação de "máquina de fogo e ar" (eldoch luftmachinem sueco arcaico). Acredita-se que este motor a vapor seja o primeiro motor a vapor na Suécia que foi colocado em uso prático e industrial.
Em 1728 e 1729, Triewald realizou palestras em mecânica na Casa da Nobreza Sueca e demonstrou uma coleção de instrumentos físicos que havia comprado na Inglaterra. Em 1732, esses instrumentos foram adquiridos pela Universidade de Lund , e o assistente de Triewald, Daniel Menlös , tornou-se professor de matemática na universidade. Em 1729 ele formou uma empresa de mergulho, e escreveu sobre o uso de sinos e equipamentos de mergulho para mergulhadores sob o título Konsten att lefa under watn ("A arte de viver debaixo d'água"). Ele também se interessou pela apicultura e publicou sobre o assunto (Tractat om bij, 1728).
Triewald recebeu o título de director mechanicus, e em 1735 foi nomeado kapten-mekanikus (Capitão da Mecânica) na Administração da Fortificação, considerado "o único no país adequado para este cargo", e recebeu uma pensão anual pelo Parlamento.
Em 1729, foi eleito membro da Royal Society of Sciences em Uppsala. Em 1739, ele foi um dos seis fundadores da Real Academia Sueca de Ciências em Estocolmo. Ele também foi eleito Fellow of the Royal Society em 1731.
A mansão localizada na parte sudoeste de Kungsholmen que Triewald comprou em 1739, Triewalds malmgård, ainda existe e leva seu nome.